# Splinter (gruppo musicale)
Gli Splinter sono stati un duo soft rock britannico, costituito da Bill Elliot e Bobby Purvis, che conobbe una discreta popolarità negli anni settanta, grazie all'album Two Man Band.

## Discografia
- The Place I Love, 1974
- Harder to Live, 1975
- Two Man Band, 1977

## Formazione
- Bill Elliot, voce, chitarra
- Bobby Purvis, voce, chitarra